# Alex Quinn

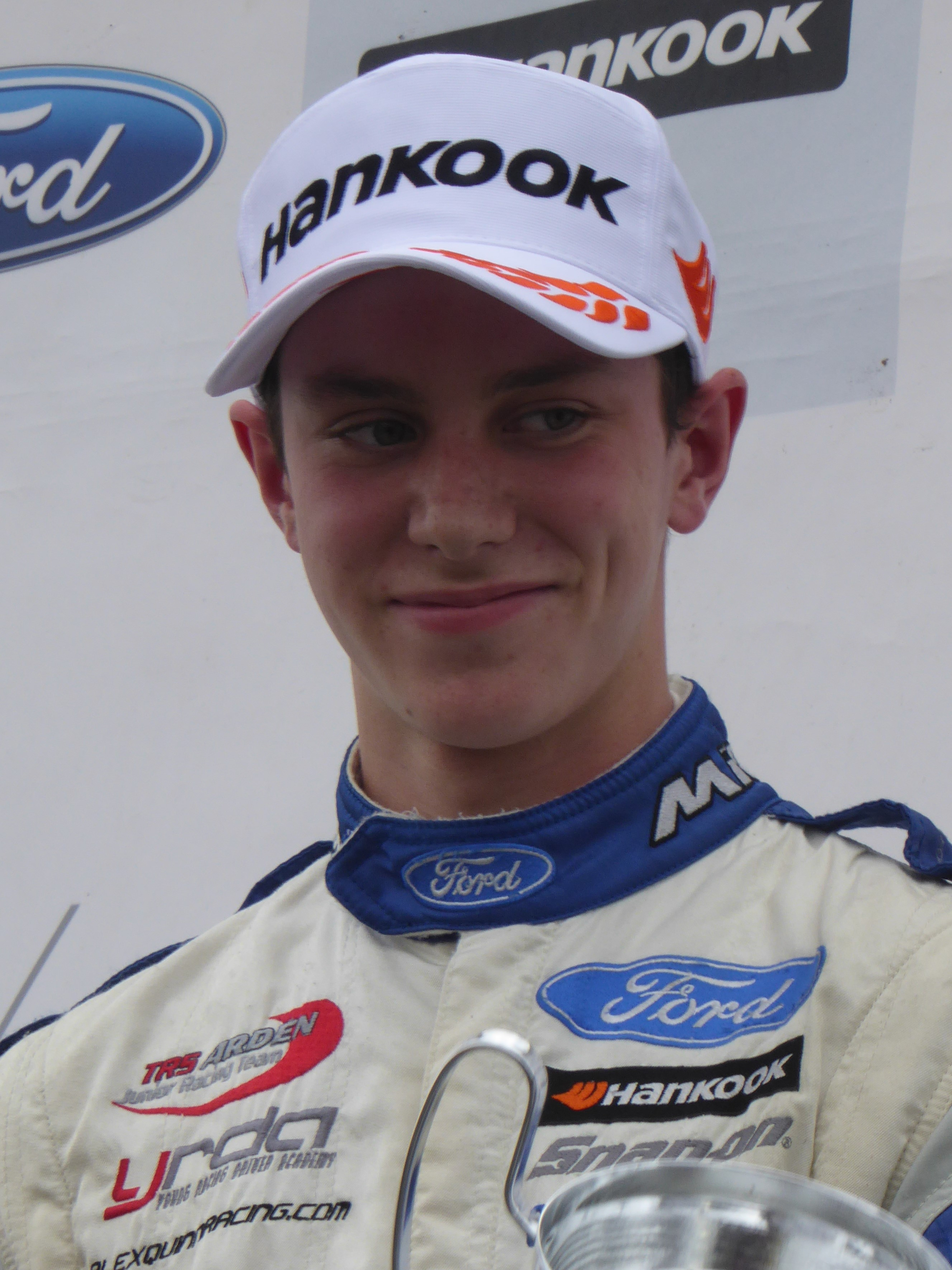
Alex Quinn

Alex Quinn (Truro, 29 december 2000) is een Brits autocoureur.

## Carrière

### Karting
Quinn, geboren in Truro, begon zijn kartcarrière in 2011. Hij nam deel aan meerdere kampioenschappen zoals het Super 1 National Rotax Mini Max Championship en won meerdere nationale kartkampioenschappen.

### Lagere formules
In 2016 maakte Quinn zijn autosportdebuut in het Brits Formule 4-kampioenschap, rijdend voor Fortec Motorsport. Hij won drie races en werd gekroond tot winnaar van de rookie cup.
De Britse coureur bleef racen in het Brits Formule 4-kampioenschap in 2017, samen met Oscar Piastri en Ayrton Simmons bij TRS Arden. De coureur zou eindigen als vierde in het klassement, Simmons verslaan maar achter Piastri eindigen, waarbij de Australiër vice-kampioen werd.
Quinn maakte datzelfde jaar ook een eenmalig optreden in het BRDC Britse Formule 3-kampioenschap en scoorde een podium in Donington met Lanan Racing.

### British GT Championship
In 2018 nam Quinn deel aan zes races van het British GT Championship in de GT4-klasse. Quinn reed voor Steller Performance en scoorde geen punten.

### Formule Renault Eurocup
Begin 2019 kon Quinn geen plaats vinden in een kampioenschap. Halverwege het seizoen kreeg hij echter de kans om zijn debuut te maken in de Formule Renault Eurocup voor zijn voormalige F4-team Arden Motorsport. Hij reed in drie weekenden en wist een podium te scoren op respectievelijk de Nürburgring en Catalonië. Quinn eindigde als 13e in het eindklassement.
In 2020 kwam Quinn in de plaats van Jackson Walls, die niet naar Europa kon reizen vanwege reisbeperkingen met COVID-19. Quinn behaalde de pole position voor de eerste race van het seizoen, scoorde in totaal vijf podia gedurende het seizoen en won de tweede race in Spa, waarmee hij de vierde plaats in het rijderskampioenschap behaalde. Hij won ook de rookie-titel.